# Rostad lök

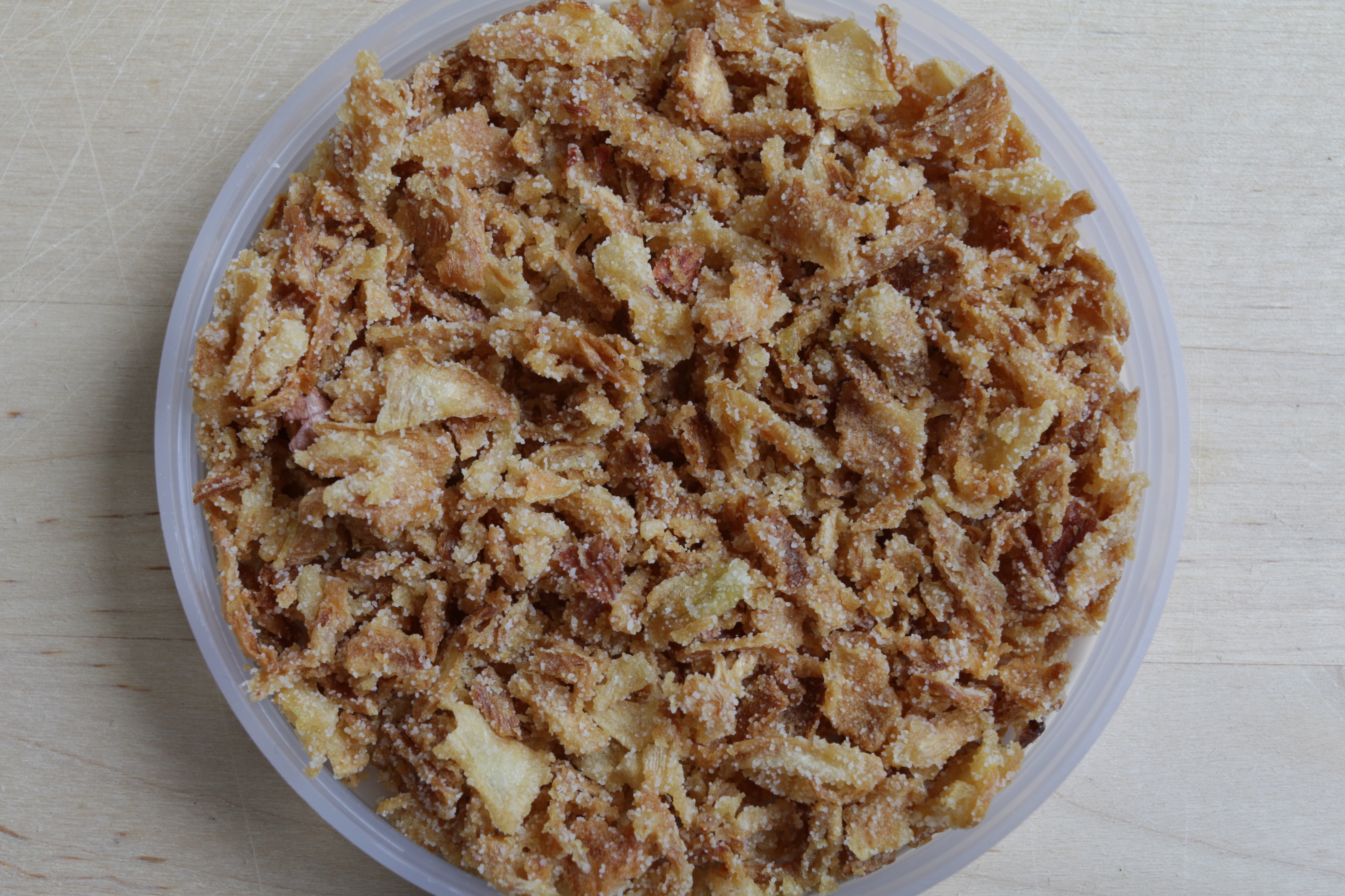
Rostad lök.

Rostad lök är lök som genom antingen fritering eller stekning blivit torkad och knaprig. I allmänhet tillsätts även vetemjöl före friteringen för att ge en knaprigare yta. Rostad lök är ett populärt tillbehör till korv med bröd och hamburgare[källa behövs].
Rostad lök har en tydlig stek- och löksmak, konsistensen är krispig och hård. Den rostade löken används som krydda till sallader, smörgåsar korv, kötträtter m.m. Kommer ursprungligen ifrån Japan. Där det åts torkad lök tillsammans med rå fisk.